# پروسلسهایم
پروسلسهایم (به آلمانی: Prosselsheim) یک شهر در آلمان است که در Würzburg واقع شده‌است.